# Šestindvajset velikih lož Brazilije
Šestindvajset velikih lož Brazilije je zveza prostozidarskih velikih lož v Braziliji.
Združuje 3.733 lož, ki imajo skupaj 165.805 članov.